# AWC全時四輪控制系統

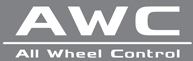

AWC全時四輪控制系統（（英文）All Wheel Control，（日語）オールホイールコントロール）為日本三菱汽車在2000年代所發展的四輪驅動系統，該系統首次運用的車款為2001年上市的第七代三菱Lancer Evolution，隨後的發展導致2007年專門替第十代Lancer Evolution開發的S-AWC超能全時四輪控制系統問世。

## 概要與歷史
1980年代三菱汽車投入拉力賽及各項競速賽事以來，即不斷研發四輪驅動系統近半世紀。1987年第六代三菱Galant的高階車型「VR-4」配置了稱作「Active Four」的配備：4WD中央差速器式全時四輪驅動系統（包含黏性耦合差速器）、4WS四輪轉向系統、4IS四輪獨立懸吊系統、4ABS四輪ABS防鎖死煞車系統，這是全世界第一輛完全集成這些配備的車款。該車款尚有ECS電子阻尼可調半主動懸吊系統（（英文）Electronically Controlled Suspension System），使車輛在顛簸、加速、煞車、過彎時仍保持車身平穩。
1990年三菱汽車發表了三菱Diamante和三菱GTO，1992年推出第三代三菱Debonair，這些車款皆具有TCL循跡防滑控制系統，現已發展成ASTC主動防滑牽引控制系統（Active Skid and Traction Control System）。TCL循跡防滑控制系統可幫助駕駛者在轉彎時保持預定路線，ECU透過感測器數個車輛運作的參數，當轉彎踩下過多油門時會自動調節引擎輸出及煞車，以確保通過彎道的路線正確，並替各種路面條件提供適當的牽引力。傳統的牽引控制系統僅能控制防滑，但三菱的TCL具有主動安全功能，以自動調整牽引力來提高循跡性，從而抑制轉彎時過度橫向的加速度，而且可以監控轉向角、節氣門位置及個別車輪速度。
1996年三菱汽車將最新開發的AYC主動式舵角控制器安裝於Lancer Evolution IV，有別於傳統式的機械式限滑差速器（limited slip differentials），主動式舵角控制器是由電子裝置控制後差速器，主動分配扭力滑差。運算基礎是由電腦接受的車輛縱向及橫向重力加速度、轉向、煞車、節氣門開啟度等感測器回傳訊號，若有裝設ABS防鎖死煞車系統，也會列入運算參數之一。此系統作動是由兩個液壓控制的離合器控制扭力對個別傳動軸的輸出，達到主動式扭力分配的目的。1996年在日本市場上市的第八代Galant / Legnum VR-4車型除採用AYC系統之外，也裝置了發展成熟的ASC車身動態穩定控制器。該系統藉由方向盤舵角感測器、搖尾感測器、車輪速度感測器與G力感測器等機構偵測到車身出現不尋常的運動時，除了對引擎進行減速之外，還會利用車上原有的ABS防輪胎鎖死煞車系統、TCL循跡防滑控制系統等針對各個車輪做煞車點放。假如車輛轉向過度，該系統會去煞內後輪，如果是轉向不足，則會去煞外前輪，進而抑制與回正車輛。
2001年問世的Lancer Evolution VII則導入此車系首見的ACD主動中央差速器，搭配原有的AYC主動式舵角控制器與運動化ABS防鎖死煞車系統。附有Tarmac瀝青路面、Gravel碎石路面、Snow雪地等三種切換模式的ACD系統改成使用液壓多片式扭力分配器，比上一代的反應快了3倍，且電子控制能夠容許車輛劇烈反應，正確掌控方向機柱傳來的訊號。車輛直線行駛時前後輪的輪速差幾乎相同，ACD處於鬆開的狀態，使車輛在加速、制動時保持穩定；轉彎時差速器適度鎖止以增加轉向回應，故ACD會根據車速、轉向角度及速度以電子控制牽引力和轉向回應。當需要鎖死前後軸之時，兩個連接著中央差速器的錐形齒輪殼體軸結合，使得前後軸不再產生轉速差，前後軸動力就變成50:50的分佈，並以此克服惡劣路面的阻力。由於Lancer Evolution VII採用橫置式引擎，因此ACD系統也有獨特的地方：第一是以殼體軸及液壓多片式扭力分配器進行前後軸差速器的鎖止；其次是前軸差速器及中央差速器位於同軸位置，且與引擎曲軸平行。2003年推出的Evolution VIII進化成Super AYC主動式舵角控制器，更能夠主動控制橫擺速度反饋及煞車力道，偵測車輛橫擺率和方向盤動作以調整車身的狀態，使車輛確實維持駕駛者意圖的行車路線。此外，Super AYC也可控制後輪的煞車，在轉向不足時加大內側車輪的制動效果，將車頭拉回彎道方向；而在轉向過度時則加大外側車輪的煞車力道，以減少車頭偏移的現象。

## 外部連結
- （英文）What Is Mitsubishi All-Wheel Control? （页面存档备份，存于）